# Xavier-Marie Bonnot
Xavier-Marie Bonnot (Marsiglia, 7 dicembre 1962) è uno scrittore francese.

## Opere in italiano

### Romanzi
- La prima impronta, (La première eimprente) (Einaudi, 2007)
- Il paese dimenticato dal tempo, (Le pays oublié du temps) (Edizioni e/o, 2013)
- La donna di pietra, (La dame de pierre) (Edizioni del Capricorno, 2017)